# Расслабление
Расслабле́ние — психофизиологическое состояние, характеризующееся снижением уровня напряжения, уменьшением мышечного тонуса и стабилизацией эмоционального фона. Расслабление может возникать естественным образом или быть вызвано сознательными действиями, направленными на отдых и восстановление.

## Физиологические аспекты
На физиологическом уровне расслабление сопровождается:
- снижением частоты сердечных сокращений,
- нормализацией артериального давления,
- замедлением дыхания,
- понижением уровня гормонов стресса, таких как кортизол.

Также активируются процессы парасимпатической нервной системы, способствующие восстановлению организма.

## Психологическое значение
С психологической точки зрения расслабление способствует снижению тревожности, усталости, раздражительности и улучшает общее настроение. Оно может использоваться в рамках когнитивно-поведенческой терапии и психотерапевтических практик.

## Методы расслабления
Существуют различные методы достижения состояния расслабления, включая:
- Медитация
- Дыхательные упражнения
- Прогрессивная мышечная релаксация (по Джейкобсону)
- Ароматерапия
- Слушание музыки, звуков природы
- Йога и стретчинг
- Массаж
- Контакт с природой, лесотерапия

## Польза
Научные исследования указывают на положительное влияние регулярного расслабления на:
- иммунную систему,
- качество сна,
- уровень стресса,
- когнитивные способности (внимание, память, концентрация),
- общее психическое здоровье.

## Влияние на здоровье
Отсутствие регулярного расслабления может способствовать развитию хронического стресса, психосоматических расстройств, депрессии и сердечно-сосудистых заболеваний. Практики расслабления считаются важной частью профилактики заболеваний.